# Janneke
Janneke, Janke en Jantje zijn Nederlandse voornamen voor een meisje. De namen hebben dezelfde oorsprong als Jan en zijn dus oorspronkelijk afgeleid van Johannes dan wel Johanna. De naam Johannes komt van de Hebreeuwse naam Johanan, wat "Jahweh is genadig" betekent.
De verkleinende uitgang -ke is van Brabantse oorsprong, en staat gelijk aan het standaardnederlandse -tje. Deze namen zijn dus oorspronkelijk ontstaan als koosnamen.